# 塔拉卡諾夫嶺
82°19′S 159°24′E / 82.317°S 159.400°E
塔拉卡諾夫嶺（英語：Tarakanov Ridge）是南極洲的山嶺，位於奧次地，處於格雷冰川和菲利普親王冰川之間，美國地質調查局根據測量和該國海軍的空中照片繪入地圖，現時由南極條約體系管理。